# Prowincja (socjologia)
Prowincja – zamieszkany obszar z dala od stolicy. Termin używany potocznie, z lekceważeniem, dla obszarów opóźnionych w rozwoju cywilizacyjnym i kulturalnym ze względu na odległość od centrum politycznego, gospodarczego czy kulturalnego.